# Rhynchosia americana
Rhynchosia americana är en ärtväxtart som först beskrevs av Philip Miller, och fick sitt nu gällande namn av Mary Clare Metz. Rhynchosia americana ingår i släktet Rhynchosia och familjen ärtväxter. Inga underarter finns listade i Catalogue of Life.